# Museo dell'Ecologia
Il Museo dell'Ecologia è un museo di scienze naturali di Cesena; ha sede nella loggetta Veneziana e nella Rocchetta di Piazza e conserva una raccolta delle principali specie di fauna provenienti principalmente dalla Valle del Savio. All'esterno vi è un giardino che conserva diverse varietà di specie botaniche.

## Storia

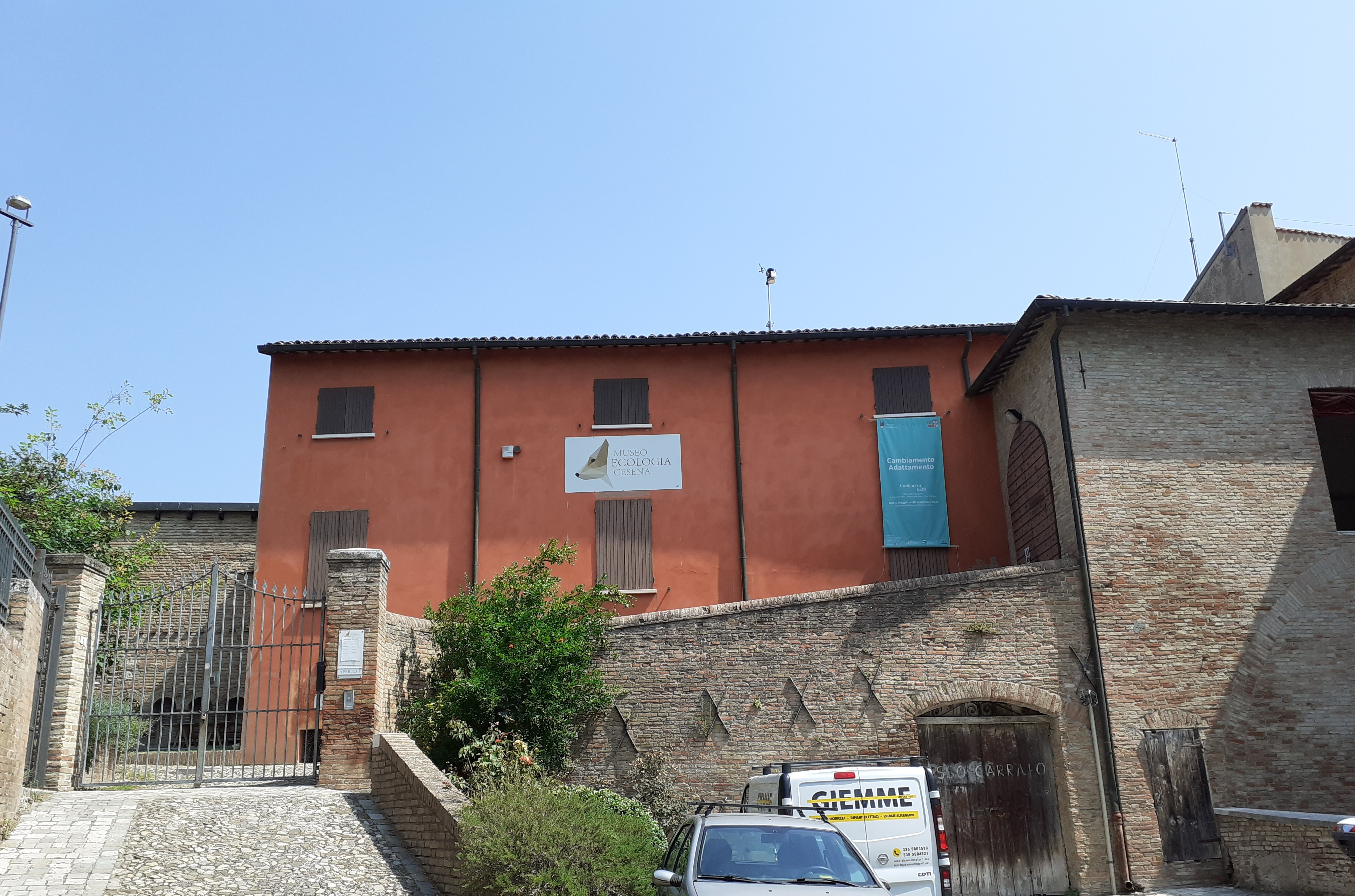
Entrata del museo

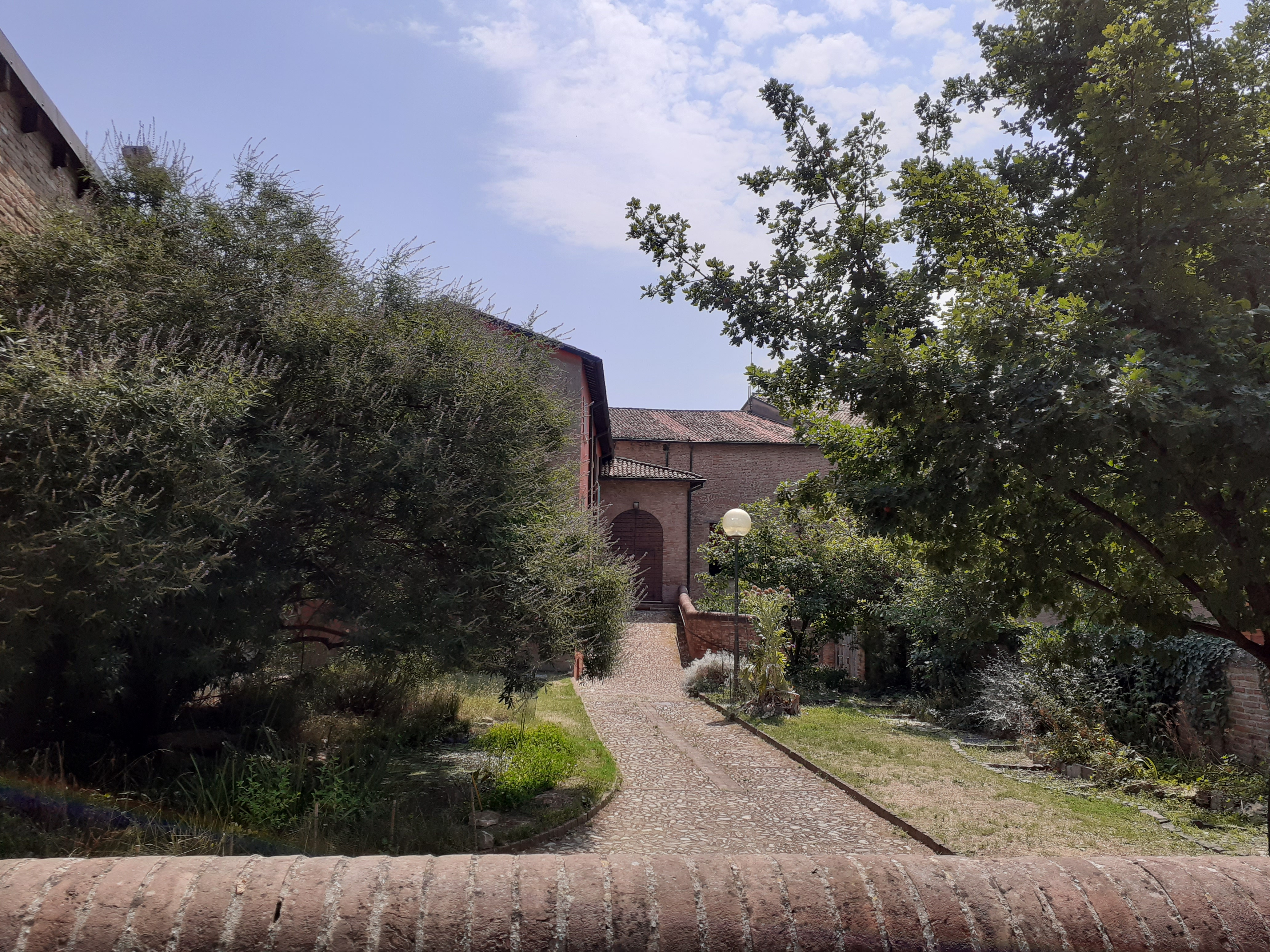
Giardino all'esterno del museo

Venne fondato nel 1990 come "Istituto per la Conservazione e lo Studio dei Materiali Naturalistici della Romagna" e, dal 2004, divenne il "Museo dell'Ecologia". Dal 2012 è sede operativa del CEAS, il Centro di EducAzione alla Sostenibilità del Comune di Cesena, centro finalizzato all'attività divulgativa sullo sviluppo sostenibile. Nel 2018 gli spazi espositivi sono stati riorganizzati e, all'interno dei tre piani del Torrione del Nuti è stata inserita una stazione meteorologica con finalità didattiche, una esposizione di uccelli rapaci, una area è destinata agli studi sui cambiamenti climatici e, nel terzo piano, un'area destinata al tema dell'inquinamento marino. Nel corridoio che porta al torrione di piazza è allestita una mostra fotografica di Antonio Iannibelli.

## Collezione

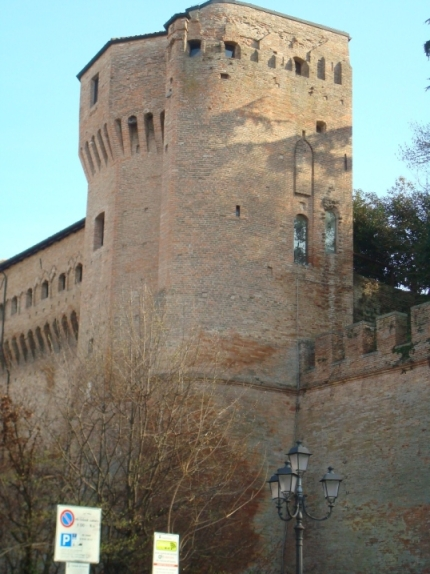
Rocchetta di Piazza e, a sinistra, Loggetta veneziana, all'interno dei quali si trova il museo

Nel museo sono esposte collezioni di reperti storici provenienti dai laboratori del liceo ginnasio “Vincenzo Monti” (animali naturalizzati, minerali, piante, strumenti scientifici, ecc…), presentati con criteri espositivi filologici, e nuclei di reperti contemporanei (conchiglie, animali naturalizzati, ecc…).
È possibile notare il confronto tra le due sezioni valutando l'evoluzione, di circa un secolo, delle specie animali e vegetali presenti nel territorio cesenate. Il percorso espositivo parte dalla SALA DEL FIUME SAVIO, dove diorami e ricostruzioni di ambienti naturali della valle del Savio accompagnano il visitatore nell'esplorazione degli ambienti fluviali.
Il museo è completato da una sezione all'aperto dove sono esposte diverse tipologie di rocce che formano il suolo dell'area collinare e montana vicino alla città, e soprattutto da un collegamento con il confinante parco della Rocca, costituito da esemplari di vegetali rari e significativi che formano un vero orto botanico.
Ricche sono le collezioni conservate dall'istituto (basate prevalentemente su materiale locale), il quale è pure fornito di una biblioteca specializzata: l'ingresso è su piazza Pietro Zangheri (appositamente dedicata all'insigne naturalista forlivese) e fa parte integrante del sistema museale cittadino.
All'interno del museo sono anche presenti un percorso interattivo per l'approfondimento dei temi legati all'energia e attivo nella didattica della scienza e nella realizzazione di attività di animazione scientifica per scuole e famiglie.
Il percorso, oltre a un significativo esempio di ricostruzione dei "gabinetti di storia naturale" tipici del sec. XVII, con una rassegna di oggetti "singolari", offre un'esauriente esposizione di uccelli che nidificano nel territorio, con ricostruzione dei microambienti di pertinenza e di mammiferi, di cui si espongono anche specie estranee all'area cesenate; infine vanno ricordati gli erbari storici, con alcuni fogli antichi d'erbario, che illustrano le tecniche di raccolta e di conservazione degli esemplari; c'è anche una raccolta di minerali e fossili, con materiali eterogenei illustrati a scopi prevalentemente didattici. Fanno parte dell'istituzione anche laboratori e uffici che portano avanti le ricerche promosse dal museo.